# 小蜂巢苔蘚蟲
小蜂巢苔蘚蟲（學名：Favositella），又名蜂巢苔蘚蟲、蜂窩苔蘚蟲，是一屬已滅絕的苔蘚蟲，生存於中奧陶紀達瑞威爾階至中泥盆紀艾菲爾階的海洋中。